# Gougaram
Gougaram (auch: Goûgaram und Gougaran) ist eine Landgemeinde im Departement Arlit in Niger.

## Geographie
Gougaram grenzt im Norden an den Nachbarstaat Algerien. Die Nachbargemeinden in Niger sind Iférouane im Osten, Timia im Südosten, Arlit und Dannet im Süden sowie Ingall im Westen. Gougaram hat Anteil am Nordwesten des Hochgebirges Aïr und an der Hochebene Techili. In der Region herrscht das Klima des Sahel vor, mit hohen Temperaturen und niedrigen, unregelmäßigen Niederschlägen zwischen 50 und 100 mm Regen pro Jahr.
Bei den Siedlungen im Gemeindegebiet handelt es sich um die drei Dörfer Azatraya, Eliy und Takarate sowie um 33 Lager und 11 Wasserstellen.

## Geschichte
Die Landgemeinde Gougaram entstand als Verwaltungseinheit 2002 in einem zuvor gemeindefreien Gebiet. Bei der Flutkatastrophe in West- und Zentralafrika 2010 wurden 2144 Einwohner von Gougaram als Katastrophenopfer eingestuft, so viele wie in sonst keiner Gemeinde in der Region Agadez.

## Bevölkerung
Bei der Volkszählung 2012 hatte die Landgemeinde 10.336 Einwohner, die in 1.995 Haushalten lebten. Bei der Volkszählung 2001 betrug die Einwohnerzahl 4.010 in 738 Haushalten.
In Gougaram leben Angehörige der Tuareg-Gruppe Ikazkazan Kel Azaraq, die als Kamelzüchter tätig sind. Die Brunnen von Ourarène sind ein Anziehungspunkt für die Nomaden der Tuareg-Gruppe Kel Tédélé. Im Süden der Gemeinde wird die Tamascheq-Varietät Tayart, im Norden entlang der Grenze zu Algerien die Tamascheq-Varietät Tahaggart gesprochen.

## Politik
Der Gemeinderat (conseil municipal) hat 11 Mitglieder. Mit den Kommunalwahlen 2020 sind die Sitze im Gemeinderat wie folgt verteilt: 10 PNDS-Tarayya und 1 MPR-Jamhuriya.
Jeweils ein traditioneller Ortsvorsteher (chef traditionnel) steht an der Spitze der drei Dörfer in der Gemeinde.

## Wirtschaft und Infrastruktur
Gougaram dient auch als Militärstation für Kontrollzwecke. In der Gemeinde befindet sich eine 2010 wiedereröffnete Grundschule. Beim Centre de Formation aux Métiers de Gougaram (CFM Gougaram) handelt es sich um ein Berufsausbildungszentrum. Es sind zwei Gesundheitszentren des Typs Centre de Santé Intégré (CSI) vorhanden, eines davon in der Siedlung Takriza. Das staatliche Versorgungszentrum für landwirtschaftliche Betriebsmittel und Materialien (CAIMA) unterhält eine Verkaufsstelle in Gougaram.